# Jerome Flynn
Jerome Flynn (Bromley, 16 marzo 1963) è un attore britannico. 
È celebre per il ruolo del caporale Paddy Garvey nella serie televisiva Soldier Soldier e del mercenario Bronn nella serie televisiva Il Trono di Spade. È anche membro del duo di cantanti Robson & Jerome, che negli anni novanta ebbe parecchi singoli al primo posto della classifica del Regno Unito.

## Biografia
Ha fatto il suo debutto televisivo nel 1986 apparendo nel film TV London's Burning, nel ruolo del pompiere Kenny "Rambo" Baines. Quando però è stata tratta una serie dal film nel 1988, Flynn è stato l'unico attore del cast originale a non poter riprendere il suo ruolo a causa di impegni presi precedentemente. Nel 1988 ha quindi avuto il ruolo di Freddie nello show di ITV The Fear, ambientato a Londra. In seguito ha recitato per sei episodi nella serie poliziesca Between The Lines (1992). Sempre nel 1992 partecipò al film Edoardo II.
Uno dei ruoli maggiori di Flynn è stato il caporale Paddy Garvey nella serie Soldier Soldier, prodotta da ITV a partire dal 1990. Durante un episodio, Flynn e Robson Green cantarono Unchained Melody, il che inondò il canale di richieste per acquistare la canzone; così la coppia persuase il produttore discografico Simon Cowell a registrare la canzone e distribuirla come single. Il single fu commercializzato con il nome di Robson & Jerome, raggiungendo la prima posizione nella classifica UK nel 1995. Rimase al primo posto per sette settimane nei Official Singles Chart, vendendo più di 1,9 milioni di copie. Il duo continuò la sua carriera musicale, ottenendo altri due primi posti in classifica, nel 1995 con I Believe e nel 1996 What Becomes of the Brokenhearted, producendo anche due album che arrivarono al primo posto in classifica di vendite.
Soldier Soldier terminò nel 1997. Flynn recitò poi nella commedia Ain't Misbehavin (1997) ed ottenne il ruolo di protagonista della serie poliziesca di breve durata Badger nel 1999. Vegetariano dall'età di 18 anni, è un patrocinatore della Vegetarian Society. Dal 2011 entra a far parte del cast della serie televisiva Il Trono di Spade, nella parte del mercenario Bronn, successivamente fedele poi ai fratelli Tyrion Lannister e Jaime Lannister. Nel 2012 ha avuto una relazione con la collega Lena Headey, interprete di Cersei Lannister, che però terminò nel marzo dello stesso anno.

## Filmografia

### Cinema
- Un amore d'estate (A Summer Story), regia di Piers Haggard (1988)
- Un prete da uccidere (To Kill a Priest), regia di Agnieszka Holland (1988)
- Edoardo II (Edward II), regia di Derek Jarman (1991)
- Delitti e segreti (Kafka), regia di Steven Soderbergh (1991)
- Best, regia di Mary McGuckian (2000)
- Dante's Daemon, regia di Wyndham Price (2013)
- Loving Vincent, regia di Dorota Kobiela e Hugh Welchman (2017)
- John Wick 3 - Parabellum (John Wick: Chapter 3 - Parabellum), regia di Chad Stahelski (2019)

### Televisione
- American Playhouse - serie TV, episodio 4x15 (1985)
- Screen Two - serie TV, episodio 2x09 (1986)
- The Monocled Mutineer - serie TV, episodi 1x02-1x03 (1986)
- Breaking Up - Lasciarsi - serie TV, episodi sconosciuti (1986)
- London's Burning: The Movie - film TV, regia di Les Blair (1986)
- The Fear - serie TV, 5 episodi (1988)
- Troubles - film TV, regia di Christopher Morahan (1988)
- Flying Lady - serie TV, episodio 2x01 (1989)
- L'asso della Manica (Bergerac) - serie TV, episodio 8x07 (1990)
- Soldier Soldier - serie TV, 44 episodi (1991–1995)
- Casualty - serie TV, episodio 6x08 (1991)
- Boon - serie TV, episodio 6x06 (1991)
- Between the Lines - serie TV, 6 episodi (1992)
- Don't Leave Me This Way - film TV, regia di Stuart Orme (1993)
- A Mind to Murder - film TV, regia di Gareth Davies (1995)
- Ain't Misbehavin' - miniserie TV, 3 episodi (1997)
- Ruth Rendell Mysteries - serie TV, episodio 11x08 (1999)
- Badger - serie TV, 13 episodi (1999-2000)
- Tommy Zoom - serie TV, episodi sconosciuti (2007)
- Il Trono di Spade (Game of Thrones) - serie TV, 33 episodi (2011-2019)
- Ripper Street - serie TV, 8 episodi (2012-2016)
- Black Mirror - serie TV, episodio 3x03 (2016)
- 1923 – serie TV, 15 episodi (2022-2025)

## Doppiatori italiani
Nelle versioni in italiano delle opere in cui ha recitato, Jerome Flynn è stato doppiato da:
- Pasquale Anselmo in Il Trono di Spade, Ripper Street, 1923
- Paolo Marchese in Best, John Wick 3 - Parabellum
- Alberto Bognanni in Black Mirror
- Gianni Giuliano in Loving Vincent